# El Risitas
Juan Joya Borja (Sevilla, 5 de abril de 1956-Ib., 28 de abril de 2021), más conocido como El Risitas, fue un actor, fenómeno de internet y humorista español conocido por aparecer en los programas de Jesús Quintero y en la película Torrente 3: El protector.

## Biografía
Nacido en Sevilla, donde vivió en el Polígono San Pablo. Hizo el servicio militar en Melilla, y en su vida solamente tuvo trabajos temporales. Apareció en escena hacia el año 1999 en el programa El vagamundo, de Jesús Quintero, donde contaba sus vivencias en un tono cómico y anécdotas. Más tarde aparece también con su amigo «El Peíto», Antonio Rivero Crespo (1959-2003), y los dos formaron una pareja, que en el apogeo de su popularidad por aparecer en el programa de Quintero, hacían espectáculos por toda Andalucía, hasta la muerte de este. Su pegadiza risa, sus incomprensibles chistes y su famosa coletilla de «cuñaooo» le hicieron popular con el apodo «el Risitas». Apareció en varios programas y saltó a la gran pantalla de la mano de Santiago Segura en Torrente 3. Se dedicó posteriormente a contar chistes en un conocido bar de Punta Umbría en la temporada de verano, y también amenizaba fiestas y banquetes.

### Meme de su entrevista enRatones coloraos
En 2002 apareció en el programa Ratones coloraos relatando una anécdota que le ocurrió cuando trabajaba como lavaplatos en un restaurante de playa. Contó que dejó, por orden de su jefe, varias paelleras en la arena durante la noche para que se limpiaran, pero cuando volvió por la mañana, la marea se las había llevado. El vídeo original fue publicado en YouTube el 25 de junio de 2007, y había recibido más tres millones de visitas antes de convertirse en un popular meme.
En 2014 el grupo Hermanos Musulmanes utilizó parte de esta entrevista para hacer una parodia del general Abdelfatah El-Sisi, subtitulando el vídeo con textos que no correspondían en absoluto con lo que se dice en él. El vídeo se hizo viral en Estados Unidos en parodias de temas normalmente tecnológicos y de videojuegos. Las más vistas remedan al diseñador de la tarjeta gráfica Nvidia GTX 970 o al del juego Team Fortress 2, a un empleado de Valve que habla sobre Dota 2, a un representante de Canon que comenta la cámara C300 y a un cineasta que describe su experiencia con la cámara Red.
En marzo de 2015 el meme alcanzó su máxima popularidad, tras la presentación del MacBook, y esta vez los subtítulos convirtieron a Joya en un diseñador que había trabajado en el prototipo. Unos meses después de su publicación, el meme había recibido más de cinco millones de visitas en YouTube.
En 2017 apareció un nuevo vídeo cuyos subtítulos hablaban sobre la colaboración que la empresa japonesa Honda había iniciado con el equipo de Fórmula 1 británico McLaren desde la temporada 2015. En enero de 2018 el vídeo ya había acumulado más de 50 000 reproducciones. En noviembre de 2018 el meme obtuvo 500 000 reproducciones al criticar la decisión de Blizzard Entertainment de llevar el juego Diablo a dispositivos móviles.

### Fallecimiento
En septiembre de 2020 el humorista tuvo que ser ingresado en el Hospital Juan Ramón Jiménez de Huelva por un problema cardiovascular derivado de la diabetes que padecia, que a su vez provocó la amputación de una de sus piernas. Poco después fue trasladado al Hospital de la Caridad de Sevilla y vivió los últimos meses de su vida en la residencia de la corporación, dirigida a personas sin recursos o sin familiares que se puedan hacer cargo, por decisión propia. A raíz de su popularidad, una web francesa organizó una campaña de micromecenazgo para regalarle una silla de ruedas eléctrica.
El 28 de abril de 2021, Juan Joya Borja sufrió un infarto de miocardio y fue trasladado al Hospital Universitario Virgen del Rocío de Sevilla, donde falleció a las pocas horas. La hermandad de la Caridad de Sevilla se hizo cargo del funeral, celebrado en la Capilla de Cristo, al que asistieron familiares y amigos.

## Colaboraciones

### Televisión
- 1999-2002: El vagamundo
- 2002-2005: Ratones coloraos
- 2006-2007: El loco de la colina
- 2007-2009: Ratones coloraos
- 2008-2009: Paz en la Tierra
- 2011: El Loco soy Yo
- 2010-2012: El gatopardo

### Cine
- 2005: Torrente 3: El protector